# Brian Greenhoff
Brian Greenhoff (* 28. April 1953 in Barnsley; † 22. Mai 2013 in Rochdale) war ein englischer Fußballspieler.

## Werdegang
Da Greenhoff in Barnsley geboren wurde, spielte er in seiner frühen Jugend für die „Yorkshire Schoolboys“. Im August 1968 ging er als Jugendspieler zu Manchester United, wo er Fußballprofi wurde. Am 8. September 1973 absolvierte er sein erstes Pflichtspiel für die A-Mannschaft von Manchester United gegen Ipswich Town. 1977 gewann er mit der Mannschaft den FA Cup; zu dieser Zeit spielte er zusammen mit Martin Buchan in der Innenverteidigung.
Greenhoff war ein sehr flexibler Spieler, der seine Laufbahn als Mittelfeldspieler begann und als Innenverteidiger von internationaler Klasse beendete. Insgesamt erzielte Greenhoff in 271 Pflichtspielen für Manchester 17 Tore.
Sein Bruder Jimmy spielte ebenfalls für Manchester United. 1979 wechselte Greenhoff für 350.000 Pfund zu Leeds United und verließ den Verein 1983 in Richtung Rovaniemen Palloseura, Finnland.
Zwischen 1983 und 1984 war er Übungsleiter beim AFC Rochdale, wo sein Bruder zur selben Zeit Manager war. 1984 ließen die Brüder ihre Verträge bei Rochdale auflösen.

### Englische Fußballnationalmannschaft
Zwischen 1976 und 1980 spielte Greenhoff 18 Mal für die A-Nationalmannschaft und einmal für die B-Nationalmannschaft. Seine nationalen Einsätze blieben torlos.